# Shinobi III: Return of the Ninja Master
Shinobi III: Return of the Ninja Master («Синоби 3: Возвращение мастера ниндзя», в Японии игра выходила под названием The Super Shinobi II) — видеоигра, выпущенная в Японии как The Super Shinobi II (яп. ザ・スーパー・忍Ⅱ), в жанре action разработана и выпущена компанией SEGA для игровой консоли Mega Drive/Genesis в 1993 году.
Игра является прямым продолжением игры 1989 года The Revenge of Shinobi. Первоначально игру планировали выпустить в 1992 году, однако в конечном итоге она вышла только год спустя и значительно отличалась от первоначального варианта, с точки зрения уровней и сюжета.
Shinobi III: Return of the Ninja Master была включена в сборник Sega Genesis Collection, также в сборники для консолей PlayStation 2 и PlayStation Portable. Кроме того она вошла в сборник Sonic's Ultimate Genesis Collection для консолей Xbox 360 и PlayStation 3. В 2007 году вышла на консоли Wii. С 2010 года игра доступна в составе сборника SEGA Mega Drive and Genesis Classics для платформ Linux, macOS, Windows, с 2018 — PlayStation 4, Xbox One и Nintendo Switch.
В России игра была переведена и реализована в 2003 году компанией NewGame.

## Сюжет
Нео Зед снова угрожает миру. Злой преступный синдикат — как полагали все, побеждённый двумя годами ранее — вернулся, возглавляемый Shadow Master («Мастер Тень»), Джо Мусаси почувствовал их присутствие, и спустился с одиноких горных вершин в Японии, к своему заклятому противнику ещё раз — лицом к лицу. Он — Синоби — прочнее стали и быстрее, чем вихрь, последний хранитель силы Оборо ниндзитсу. И только он способен остановить Нео Зед.

## Игровой процесс
По сравнению со своим предшественником, действие в Shinobi III происходит значительно более плавно, с меньшим акцентом на трудности и на скорость. Также у героя появились новые способности, например отпрыгивание от стен, возможность выпускать сразу 8 кунаев в прыжке, также была усовершенствован эффект Ninjitsu. Добавлены также некоторые иные возможности прохождения, типа скачки на лошади или поездка на доске для сёрфинга.
В игре присутствует 4 уровня сложности, при этом они отличаются не только геймплейно (сложностью в сражении с боссом, передвижения врагов, урон и так далее), но количеством жизней (только в режиме EASY игрок получает 9 жизней, тогда как в остальных всего 2), количеством здоровья (в режиме EXPERT полоска здоровья самая маленькая, но при этом малые сердечки практически полностью восстанавливают её) и бонусами (на последних уровнях сложности игрок уже не получает призовые жизни при набирании определённого количества очков). Сложность устанавливается в настройках игры, также здесь можно выставлять количество стандартного вооружения сюрикэнами (от 0 до 70).